# 横川雄介
横川 雄介（よこかわ ゆうすけ、1984年9月12日 - ）は、東京都日野市出身の元プロ野球選手（捕手）。

## 来歴・人物
東京都立日野高等学校では2年秋の都大会ベスト8。2002年秋のドラフトで、隠し球と言われた強肩を買われて読売ジャイアンツに8巡目指名を受け、入団する。現役都立高校生としては初めてのドラフト指名となったうえ、都立高校からのプロ入りとしても当時では非常に珍しく、「都立の星」と期待された。
2005年オフに戦力外通告を受け、同年12月に育成選手として再契約したが、2006年に再び戦力外通告を受け、12球団合同トライアウトを受けるも獲得球団は現れず、現役を引退した。
2007年からは、阪神タイガースでブルペン捕手を務めている。

## 詳細情報

### 年度別打撃成績
- 一軍公式戦出場なし

### 背番号
- 91 （2003年 - 2005年）[1]
- 101 （2006年）
- 98 （2007年 - 2009年）
- 114 （2010年 - ）